# Агенс (медицина)
Агенс од (лат. agens - јасан, жив, изразит, пластичан),, делотворни, радни принцип, оно што је узрок нечему, снага, покретна сила, ...„у медицини је носилац чинилаца одређеног дејства...“  и њиме се у медицини означава;
- Сила - (нпр. дејствујућа сила на организам човека може бити - механички агенс који изазива повреде)
- Супстанца (нпр. хемијски агенси, токсини... итд, изазивају болести, тровања, опекотине унакаженост итд...)
- Микроорганизам - (нпр. бактерија, вирус, гљивица, паразит итд).
- Физичка величина - (нпр.температура, влажност ваздуха, притисак итд.)

Речју агенс у медицини се често означавају носиоци или активни принципи одређеног дејства на организам човека;
- Лековити агенс, означава активне принципе лечења (нпр. лек, климатски или балнеолошки фактор итд.)
- Инфективни агенс, означава активни принцип или узрочника инфективности или носиоце и преносиоце болести (нпр. патогене - бактерија, вирусе, паразите итд)
- Токсични агенс, означава активни принцип или узрочника токсичности-отровности-тровања (нпр. ботулински токсин или неки други егзо или ендотоксин итд.)